# 托沃思
托沃思（Tolworth）是倫敦的一個地區，位於倫敦西南部郊區，查令十字西南11英里（17.7），屬於泰晤士河畔京斯頓皇家自治市。